# Geu namja-ui chaek 198-jjok
Geu namja-ui chaek 198-jjok (그 남자의 책 198쪽?), noto anche con il titolo internazionale Heartbreak Library, è un film del 2008 diretto da Kim Jung-kwon e scritto da Na Hyun e Park Eun-yeong.

## Trama
Jo Eun-soo vede ogni giorno entrare nella biblioteca in cui lavora un misterioso ragazzo, Kim Joon-oh, che apre alla rinfusa numerosissimi libri, fermandosi sempre a pagina 198. La giovane finisce per essere incuriosita dal comportamento del ragazzo e scopre che Joon-oh era stato improvvisamente lasciato dalla fidanzata, che era sparita lasciando soltanto un biglietto con scritto «Guarda a pagina 198», senza però specificare il titolo del libro. Eun-soo decide così di aiutare il ragazzo a capire cosa era realmente successo e a scoprire in quale libro si cela il misterioso messaggio.

## Distribuzione
In Corea del Sud la pellicola ha goduto di una distribuzione nazionale a cura della Sungwon Icom, a partire dal 23 ottobre 2008.